# Kanton Quissac
Kanton Quissac is een kanton van het Franse departement Gard. Het kanton maakt deel uit van de arrondissementen Alès (17), Nîmes (3) en Le Vigan (24).

## Gemeenten
Het kanton Quissac omvatte tot 2014 de volgende 12 gemeenten:
- Bragassargues
- Brouzet-lès-Quissac
- Cannes-et-Clairan
- Carnas
- Corconne
- Gailhan
- Liouc
- Orthoux-Sérignac-Quilhan
- Quissac (hoofdplaats)
- Saint-Théodorit
- Sardan
- Vic-le-Fesq

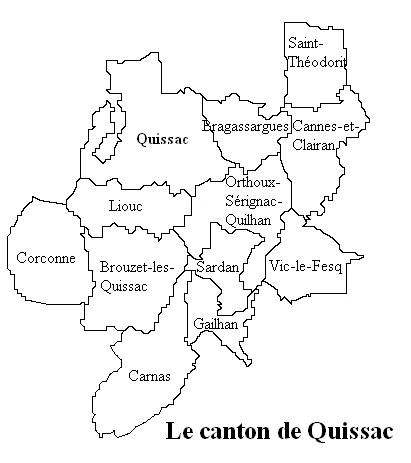
Ligging van gemeenten in het kanton tot 2014

Na de herindeling van de kantons, bij toepassing van het decreet van 24 februari 2014, met uitwerking op 22 maart 2015, omvat het kanton volgende 44 gemeenten :
- Aigremont
- Boucoiran-et-Nozières
- Bragassargues
- Brignon
- Brouzet-lès-Quissac
- Canaules-et-Argentières
- Cardet
- Carnas
- Cassagnoles
- Colognac
- Corconne
- Cros
- Cruviers-Lascours
- Domessargues
- Durfort-et-Saint-Martin-de-Sossenac
- Fressac
- Gailhan
- Lédignan
- Lézan
- Liouc
- Logrian-Florian
- Maruéjols-lès-Gardon
- Massanes
- Massillargues-Attuech
- Mauressargues
- Monoblet
- Montagnac
- Moulézan
- Moussac
- Ners
- Orthoux-Sérignac-Quilhan
- Puechredon
- Quissac
- Saint-Bénézet
- Saint-Félix-de-Pallières
- Saint-Jean-de-Crieulon
- Saint-Jean-de-Serres
- Saint-Nazaire-des-Gardies
- Saint-Théodorit
- Sardan
- Sauve
- Savignargues
- Tornac
- Vic-le-Fesq